# 弘道駅

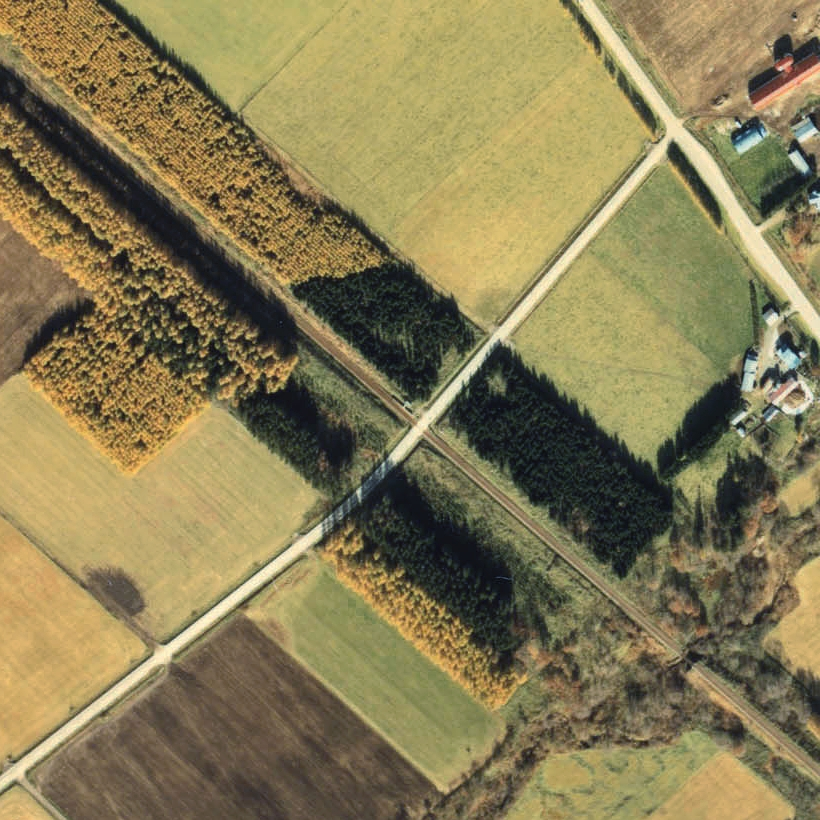
1978年の弘道仮乗降場と周囲約500m範囲。右下が遠軽方面。ホーム横に待合室が見える。遠軽側に弘道地区集落の中心道路の踏切。周囲を防風雪林で囲まれている。

弘道駅（こうどうえき）は、北海道（網走支庁）紋別市弘道にかつて設置されていた、北海道旅客鉄道（JR北海道）名寄本線の駅（廃駅）である。名寄本線の廃線に伴い、1989年（平成元年）5月1日に廃駅となった。
一部の普通列車は通過した（1989年（平成元年）4月30日時点（廃止時の時刻表）で、下り4本上り6本（快速運転列車ほか））。

## 歴史
1955年（昭和30年）12月25日に名寄本線・渚滑線・興浜南線でレールバスの運行が開始された後に、利用者の利便を図って増設された旅客駅のひとつである。

### 年表
- 1956年（昭和31年）5月1日 - 日本国有鉄道（国鉄）名寄本線の弘道仮乗降場（局設定）として開業[1]。
- 1987年（昭和62年）4月1日 - 国鉄分割民営化により、国鉄からJR北海道に承継[1]。同時に駅に昇格し、弘道駅となる[1]。
- 1989年（平成元年）5月1日 - 名寄本線の全線廃止に伴い、廃駅となる[1]。

### 駅名の由来
当駅が所在した地名より。地名は、当地の入植者が水戸学の弘道精神を伝えたことに由来する。

## 駅構造
廃止時点で、単式ホーム1面1線を有する地上駅であった。ホームは、線路の北東側（遠軽方面に向かって左手側）に存在した。
仮乗降場に出自を持つ無人駅となっており、駅舎は無いがホーム横に待合所を有していた。ホームは木造で、遠軽方にスロープを有し駅施設外に連絡していた。ホーム
は短い簡易型であった。

## 駅周辺
- 国道238号（オホーツク国道）[7]
- オンネコムケナイ川[7]
- 北海道北見バス・北紋バス「弘道」停留所

## 駅跡
駅施設は全て撤去され、現在、当駅の跡地は空き地になっている。
また、2001年（平成13年）時点では当駅跡から遠軽方にある共進川に架かっていた「水谷橋」のコンクリート製の橋台が残存し、2011年（平成23年）時点でも同様であった。

## 隣の駅
北海道旅客鉄道
名寄本線
小向駅 - 弘道駅 - 沼ノ上駅